# سبوتيم غوتيم
نحميا لامار هاردن (من مواليد 19 أكتوبر 2001)، المعروف باسمه الفني سبوتيم غوتيم (بالإنجليزية: SpotemGottem)، هو مغني راب وكاتب أغاني أمريكي. اشتهر بأغنيته الفردية «بيت بوكس» التي تم إصدارها في عام 2020، والتي بلغت ذروتها في المركز 12 على ترتيب بيلبورد هوت 100.
في 17 سبتمبر 2021، تم إطلاق النار على سبوتيم غوتيم 5 مرات عندما كان خارجًا من استديو التسجيل في ميامي، فلوريدا.

## ديسكغرفيا

### ميكستيبز
- فاينل دستينيشن

### أشرطة مطولة
- أسامة ستوري

### أغاني منفردة
- بيت بوكس
- أتيك
- رايدين وذ يا باي
- فلاوز